# Chrīstos Nikou
Chrīstos Nikou (Χρήστος Νίκου; Atene, 1984) è un regista, sceneggiatore e produttore cinematografico greco.

## Biografia
Formatosi da autodidatta, ha mosso i primi passi nel mondo del cinema come assistente alla regia di Yorgos Lanthimos sul set del film Kynodontas (2009). Il suo lungometraggio d'esordio, Apples (2020), è stato il film d'apertura della sezione Orizzonti alla 77ª Mostra del cinema di Venezia e selezionato come candidato greco all'Oscar al miglior film straniero 2021. Cate Blanchett ne è stata produttrice esecutiva. Ha diretto il suo primo film in lingua inglese nel 2023 con Fingernails - Una diagnosi d'amore, un film romantico di fantascienza per Apple TV+ con Jessie Buckley e Riz Ahmed.

## Filmografia
- Km – cortometraggio (2012)
- Apples (Mīla) (2020)
- Fingernails - Una diagnosi d'amore (Fingernails) (2023)